# Sanzeno
Sanzeno (talijanski: [sanˈdzeːno], njemački: Sanzinnen am Nonsberg, ladinski: Sanzen) je općina u Trentinu u sjevernoj talijanskoj regiji Trentino-Južni Tirol, udaljena oko 35 kilometara sjeverno od Trenta. Na dan 31. prosinca 2004. godine imala je 948 stanovnika i površinu od 8,0 četvornih kilometara.

## Vanjske poveznice
|  | Zajednički poslužitelj ima još gradiva o temi Sanzeno |